# Messier 79
Messier 79 (NGC 1904) is een bolvormige sterrenhoop in het sterrenbeeld Haas (Lepus). Hij werd in 1780 ontdekt door Pierre Méchain en vervolgens door de Franse kometenjager Charles Messier opgenomen in diens catalogus van komeetachtige objecten als nummer 79. Méchain en Messier zagen M79 als een neveltje en William Herschel was in 1784 de eerste die de ware aard van M79 als bolhoop ontwaarde door het object in individuele sterren op te lossen.
Messier 79 bevindt zich, in tegenstelling tot de meeste bolvormige sterrenhopen, niet in de nabijheid van het centrum van het Melkwegstelsel. De diameter van M79 bedraagt zo'n 118 lichtjaar. Er zijn "slechts" 7 veranderlijke sterren in de cluster waargenomen.